# 霍華德·J·拉馬德球場
霍華德·J·拉馬德球場（英語：Howard J. Lamade Stadium，發音為）位於賓夕法尼亞州南威廉斯波特。每年，這裡與少年棒球聯盟志工球場共同舉辦世界少棒大賽。球場大小約為職業棒球場的三分之二，壘包間距為60英尺（18.3），投手丘距離本壘為46英尺（14）。2006年經過改造後，外野圍牆距離為225英尺（68.6米），形成一個四分之一的圓形。球場大多採用長凳座位，周圍的大型草坡提供了額外的觀賽空間，使觀眾人數超過40,000人。